# Ritesh Deshmukh
Riteish Deshmukh (Latur, 17 dicembre 1978) è un attore indiano.
È noto anche con il nome di Riteish Deshmukh. Ha debuttato a Bollywood con il film Tujhe Meri Kasam nel 2003, ma è diventato famoso l'anno dopo per il ruolo di Amar in Masti.
In seguito ha recitato in varie pellicole, tra cui Bluffmaster, in cui interpreta Dittu, grande amico del protagonista (Abhishek Bachchan).
Fa una comparsa speciale nel 2007 in Om Shanti Om.

## Filmografia

### Cinema
- Tujhe Meri Kasam, regia di Vijay K. Bhaskar (2003)

- Out of Control, regia di Apurva Asrani e Ramanjit Juneja (2003)
- Masti, regia di Indra Kumar (2004)
- Bardaasht, regia di Eeshwar Nivas (2004)
- Naach, regia di Ram Gopal Varma (2004)
- Kyaa Kool Hai Hum, regia di Sangeeth Sivan (2005)
- Mr Ya Miss, regia di Antara Mali e Satchit Puranik (2005)
- Home Delivery: Aapko... Ghar Tak, regia di Sujoy Ghosh (2005)
- Bluffmaster, regia di Rohan Sippy (2005)
- Fight Club - Members Only, regia di Abhay Chopra e Vikram Chopra (2006)
- Malamaal Weekly, regia di Priyadarshan (2006)
- Darna Zaroori Hai, regia collettiva (2006)
- Apna Sapna Money Money, regia di Sangeeth Sivan (2006)
- Sposerò mia moglie (Namastey London), regia di Vipul Amrutlal Shah (2007)
- Cash, regia di Anubhav Sinha (2007)
- Heyy Babyy, regia di Sajid Khan (2007)
- Dhamaal, regia di Indra Kumar (2007)
- De Taali, regia di Eeshwar Nivas (2008)
- Chamku, regia di Kabeer Kaushik (2008)
- Kal Kissne Dekha, regia di Vivek Sharma (2009)
- Do Knot Disturb, regia di David Dhawan (2009)
- Aladin, regia di Sujoy Ghosh (2009)
- Aao Wish Karein, regia di Glen Barreto (2009)
- Rann, regia di Ram Gopal Varma (2010)
- Jaane Kahan Se Aayi Hai, regia di Milap Zaveri (2010)
- Housefull, regia di Sajid Khan (2010)
- F.A.L.T.U, regia di Remo D'Souza (2011)
- Double Dhamaal, regia di Indra Kumar (2011)
- Love Breakups Zindagi, regia di Sahil Sangha (2011)
- Tere Naal Love Ho Gaya, regia di Mandeep Kumar (2012)
- Housefull 2, regia di Sajid Khan (2012)
- Kyaa Super Kool Hain Hum, regia di Sachin Yardi (2012)
- Himmatwala, regia di Sajid Khan (2013)
- Grand Masti, regia di Indra Kumar (2013)
- Humshakals, regia di Sajid Khan (2014)
- Ek Villain, regia di Mohit Suri (2014)
- Lai Bhaari, regia di Nishikant Kamat (2014)
- Entertainment (It's Entertainment), regia di Farhad Samji (2014)
- Bangistan, regia di Karan Anshuman (2015)
- Kyaa Kool Hain Hum 3, regia di Umesh Ghadge (2016)
- Mastizaade, regia di Milap Zaveri (2016)
- Housefull 3, regia di Farhad Samji (2016)
- Great Grand Masti, regia di Indra Kumar (2016)
- Banjo, regia di Ravi Jadhav (2016)
- Bank Chor, regia di Bumpy (2017)
- Welcome to New York, regia collettiva (2018)
- Mauli, regia di Aditya Sarpotdar (2018)
- Total Dhamaal, regia di Indra Kumar (2019)
- Housefull 4, regia di Farhad Samji (2019)
- Marjaavaan, regia di Milap Zaveri (2019)
- Baaghi 3, regia di Ahmed Khan (2020)